# Mouvement de Résistance Globale
 (octobre 2024).
La mise en forme du texte ne suit pas les recommandations de Wikipédia : il faut le « wikifier ».
Les points d'amélioration suivants sont les cas les plus fréquents. Le détail des points à revoir est peut-être précisé sur la page de discussion.
- Les titres sont pré-formatés par le logiciel. Ils ne sont ni en capitales, ni en gras.
- Le texte ne doit pas être écrit en capitales (les noms de famille non plus), ni en gras, ni en italique, ni en « petit »…
- Le gras n'est utilisé que pour surligner le titre de l'article dans l'introduction, une seule fois.
- L'italique est rarement utilisé : mots en langue étrangère, titres d'œuvres, noms de bateaux, etc.
- Les citations ne sont pas en italique mais en corps de texte normal. Elles sont entourées par des guillemets français : « et ».
- Les listes à puces sont à éviter, des paragraphes rédigés étant largement préférés. Les tableaux sont à réserver à la présentation de données structurées (résultats, etc.).
- Les appels de note de bas de page (petits chiffres en exposant, introduits par l'outil «  Source ») sont à placer entre la fin de phrase et le point final[comme ça].
- Les liens internes (vers d'autres articles de Wikipédia) sont à choisir avec parcimonie. Créez des liens vers des articles approfondissant le sujet. Les termes génériques sans rapport avec le sujet sont à éviter, ainsi que les répétitions de liens vers un même terme.
- Les liens externes sont à placer uniquement dans une section « Liens externes », à la fin de l'article. Ces liens sont à choisir avec parcimonie suivant les règles définies. Si un lien sert de source à l'article, son insertion dans le texte est à faire par les notes de bas de page.
- La présentation des références doit suivre les conventions bibliographiques. Il est recommandé d'utiliser les modèles {{Ouvrage}}, {{Chapitre}}, {{Article}}, {{Lien web}} et/ou {{Bibliographie}}. Le mode d'édition visuel peut mettre en forme automatiquement les références.
- Insérer une infobox (cadre d'informations à droite) n'est pas obligatoire pour parachever la mise en page.

Pour une aide détaillée, merci de consulter Aide:Wikification.
Si vous pensez que ces points ont été résolus, vous pouvez retirer ce bandeau et améliorer la mise en forme d'un autre article.
Le Mouvement de Résistance Globale (MRG) était un réseau et un espace de communication entre des collectifs et des initiatives de tous ordres, appartenant à la large palette des organisations de gauche. Il s'était donné pour but de coordonner les actions et d'échanger des informations en vue du contre-sommet antimondialisation de Prague (République tchèque,) organisé en réaction à la réunion des décideurs du Fond Monétaire International et de la Banque Mondiale en septembre de 2000.

## Origines
Inspiré des luttes de l'Armée Zapatiste de Libération Nationale du début des années 1990 ou par les Manifestations contre le sommet de l'OMC à Seattle en 1999 - deux moments qui ont marqué le début du mouvement antimondialisation - le Mouvement de Résistance Globale (MRG) a vu le jour au début du mois de juin 2000, lors d'une réunion qui s'est tenue dans le Centre social occupé de l'Usine Hamsa, à Sants-Barcelone. Une trentaine de personnes de divers collectifs et villes de Catalogne y ont participé. Lors de cette première réunion, outre la création de différentes commissions d'action et les questions relatives au financement, à la communication et à l'organisation, le choix de "Movimiento de Resistancia Global" - Prague  2000", (en catalan: Moviment de Resistència Global - Prague 2000) comme nom de la plateforme de coordination a été acté. Son rôle : rassembler, coordonner et renforcer toutes les actions organisées en Espagne en vue du sommet International de Prague 2000. Son but : faire advenir la justice mondiale face à la mondialisation économique néolibérale.
Parmi les membres de cette initiative pionnière, citons Enric Duran, Ada Colau, Esther Vivas, Myo Fuster Morell, Gemma Galdon Clavell ou Gemma Ubasart en Catalogne, et Pablo Iglesias, à Madrid.

## Idéologie et objectifs
Dès ses origines, le MRG à cherché à se consolider en tant que réseau ouvert à la participation de tous les collectifs et groupes qu'ils désireux de prendre part aux actions anticapitalistes de Prague 2000 et, plus tard, aux mobilisations successives de ce qu'on appellera le mouvement antimondialisation.
Ces actions étaient dirigées contre le modèle socio-économique néolibéral, en réponse à une mondialisation imposée par les grandes organisations financières et politiques et les multinationales en exerçant contrôle sur les institutions et la société. Les mobilisations organisées visaient à exiger une société plus juste et une répartition équitable de la richesse, à renforcer la démocratisation et le pluralisme des institutions et enfin, à limiter le pouvoir des multinationales et des grands groupes financiers. Parmi ses objectifs prioritaires figuraient également l'abolition de la dette des pays du sud, la défense des droits fondamentaux des minorités et des populations les plus défavorisées, et la protection de l'environnement.
Par ailleurs, le MRG était opposé à toute représentation politique, aux structures hiérarchiques et à institutionnalisation des mouvements sociaux. Il fonctionnait de manière ouverte, participative et en assemblée et promouvait la désobéissance civile et l'autogestion comme outils de transformation sociale.

## Prague 2000, Nice 2000, Barcelone 2001, Gênes 2001 et le MRG Catalan
La participation du Mouvement de Résistance Globale aux mobilisations contre la Banque Mondiale (BM) et le Fonds Monétaire International (FMI) à Prague en 2000 a fait partie du baptême européen de la stratégie des blocages et des contre-sommets.
Par la suite, le MRG a organisé des multiples mobilisations est devenu le point de confluence d'activistes issu.es de divers mouvements de jeunesse (Mouvement Squat, d'entraide, antimilitariste, étudiants). L'expérience du MRG catalan a été pionnière dans la mesure où elle a généré d'autres mouvements similaires partout en Espagne, tout en respectant les particularismes locaux.
Fin 2000, le Sommet de Nice qui réunissait l'ensemble des chefs de gouvernement de l'Union Européenne, a connu une mobilisation internationale dans laquelle le niveau de participation catalan était particulièrement élevé. Ce jour-là à Nice la pluralité des luttes s'est matérialisée en une force réunissant dans un même théâtre d'action les syndicats majoritaires vent debout contre les coupes sociales de l'UE et leurs manifestations conventionnelles, et diverses actions des secteurs de la désobéissance civile, rassemblés au sein de la plateforme Nice-2000.
En 2001, le MRG Catalan lance un premier appel qui impulse la campagne contre la banque mondiale alors que ses dirigeants avaient annoncé une visite à Barcelone en juin 2001. La pression populaire aura eu raison du projet de visite.
En juillet du 2001, le Mouvement de Résistance Globale est participé au  Contre-sommet du G8 à Gênes  lequel a été émaillé de violents affrontements entre la police et les manifestants et d'une répression particulièrement dure, provoquant des blessé.es en nombre important et la mort du jeune activiste Carlo Giuliani. Plusieurs membres du MRG Saragosse figurent parmi les personnes blessées et arrêtées,.

## Connexions globales
Entre 2001 et 2002 le MRG a été organisateur européen de Peoples' Global Action (en français: Action Globale des Villages), un mouvement social radical organisé le cadre  d'un réseau global diffus, notamment organisateur de campagnes populaires et d'actions directes dénonçant la mondialisation et le capitalisme et promouvant la justice écologique et sociale. Il a également entretenu des liens de coordination avec d'autres mouvements anticapitalistes au niveau mondial, tel que le Forum Social Mondial, Reclaim the Streets ou l'association Ya Basta.
En outre, le MRG Catalogne a été invité à devenir membre permanent du Conseil International du Forum Social Mondial. Mais après avoir participé en tant qu'observateur.rices à la réunion qui s'est tenue à Barcelone du 28 au 30 avril 2002, la proposition a été rejetée par le MRG.

## Dissolution du MRG en Catalogne
Deux ans et demi après ses débuts, fin janvier de 2003, le MRG publie un communiqué où il annonce sa dissolution par consensus. Le mouvement n'était pas voué à se convertir en une identité, une structure ou une organisation statique. Le manifeste était intitulé, "Le MRG meurt, les luttes se multiplient : défier au monde par l'action directe, la désobéissance, la rébellion",.".

## Confusions entre le Mouvement de Résistance Globale (MRG) et le Mouvement Antimondialisation
En raison de son nom générique, le Mouvement de Résistance Globale a souvent été confondu dans les médias avec le Mouvement Antimondialisation dont il faisait partie.